# Сан Панкрацио Салентино
Сан Панкрацио Салентино (итал. San Pancrazio Salentino) је насеље у Италији у округу Бриндизи, региону Апулија.
Према процени из 2011. у насељу је живело 10184 становника. Насеље се налази на надморској висини од 63 м.

## Становништво
Према резултатима пописа становништва 2011. у општини је живело 10.289 становника.
| 1931. | 1936. | 1951. | 1961. | 1971. | 1981.  | 1991.  | 2001.  | 2011.  |
| ----- | ----- | ----- | ----- | ----- | ------ | ------ | ------ | ------ |
| 5.192 | 5.629 | 7.693 | 8.635 | 9.268 | 10.119 | 10.624 | 10.551 | 10.289 |

## Партнерски градови
- Бишеље